# بيت المقالح (السدة)

تعديل مصدري - تعديل

بيت المقالح محلة تابعة لقرية بيت عبدالكريم، التابعة لعزلة الاعماس بمديرية السدة إحدى مديريات محافظة إب في الجمهورية اليمنية.، بلغ تعداد سكانها 46 حسب تعداد اليمن لعام 2004.